# Mark La Mura
Mark La Mura (Perth Amboy, 18 oktober 1948 – New York, 12 september 2017) was een Amerikaans acteur.
La Mura was het meest bekend van zijn rol als Mark Dalton in de televisieserie All My Children (1980-1995, 2005).

## Filmografie

### Films
Uitgezonderd korte films.
- 2017 - The Wizard of Lies - als Ike Sorkin
- 2016 - Baked in Brooklyn - als Riff Raff
- 2016 - One Fall - als Cliff Bond
- 2011 · Trinity Goodheart – als Randolph
- 2011 · Something Borrowed – als vader van Marcus
- 2010 · Christmas Cupid – als Carl Craig
- 2010 · Trim – als Phil
- 2007 · Mattie Fresno and the Holoflux Universe – als Charley Rhodes
- 2002 · City by the Sea – als burgemeester Jackson
- 1993 · Star – als assistent openbaar ministerie
- 1992 · Criminal Behavior – als openbaar aanklager Davenport
- 1992 · Those Secrets – als Barry
- 1990 · The Russia House – als Todd
- 1989 · See You in the Morning – als Jack
- 1976 · Bernice Bobs Her Hair – als timmerman
- 1972 · On the Lam – als ??

### Televisieseries
Uitgezonderd eenmalige gastrollen.
- 2011 · Untitled Jersey City Project – als Larry Tyreman – 5 afl.
- 2009 · Damages – als Mitch McCullen – 2 afl.
- 2007 · Six Degrees – als ?? – 2 afl.
- 2007 · One Life to Live – als Douglas Kline – 2 afl.
- 1990 · Star Trek: The Next Generation – als John Doe - 1 afl.
- 1978–1995 · All My Children – als Mark Dalton – 43 afl.
- 1986–1991 · L.A. Law – als Nick Klein – 2 afl.
- 1986 · Matlock – als dr. Daniel Baron – 2 afl.
- 1976 · Kojak – als Jed Cosgrove – 2 afl.

- Bibliothèque nationale de France: cb14196112g (data)
- International Standard Name Identifier: 0000 0000 2229 1663
- Library of Congress Control Number: n82225011
- Virtual International Authority File: 11206016
- WorldCat: E39PBJdcBq88VmV6yhCC9BVDMP